# Tamsyn Lewis
Tamsyn Lewis (Australia, 20 de julio de 1978) es una atleta australiana especializada en la prueba de 800 m, en la que consiguió ser campeona mundial en pista cubierta en 2008.

## Carrera deportiva
En el Campeonato Mundial de Atletismo en Pista Cubierta de 2008 ganó la medalla de oro en los 800 metros, llegando a meta en un tiempo de 2:02.57 segundos, por delante de la ucraniana Tetiana Petlyuk (plata con 2:02.66 segundos) y la mozambiqueña Maria de Lurdes Mutola.